# Elena (dogaressa)
Elena (... – Venezia, IX secolo) fu dogaressa della Repubblica di Venezia come consorte del doge Agnello Partecipazio (in carica 810/811-827). La sua data di morte è sconosciuta.

## Biografia
Elena commissionò l'erezione della chiesa di Santa Giustina a Venezia, situata in Calle de Te Deum. Insieme al marito Agnello e al figlio Giustiniano Participazio, fondò i monasteri di Sant'Ilario e San Zaccaria e si ritiene che sia stata sepolta in quest'ultimo.
Si diceva che avesse un interesse nella coltivazione dei fiori.

## Discendenza
Con Agnello, Elena ebbe due figli:
- Giustiniano Participazio, 11º doge di Venezia
- Giovanni I Participazio, 12º doge di Venezia